# Новоспасский, Леонид Леонидович
Леони́д Леони́дович Новоспа́сский (13 августа 1911, Рязань — 1 сентября 1969, Москва) — советский военный моряк-катерник в годы Великой Отечественной войны, Герой Советского Союза (1944), капитан 1-го ранга (1957).

## Биография
Родился 31 июля (13 августа) 1911 года (по другим данным — 3 августа 1911 года) в городе Рязань. В 1929 году окончил 9 классов школы в городе Нижний Новгород. В 1929—1930 годах работал десятником по изысканию торфяных болот в Горьковском отделе мелиорации, в 1930—1932 — прорабом в Горьковском гидрологическом институте (город Нижний Новгород). В 1937 году окончил Горьковский государственный университет. В 1937—1939 годах работал учителем физики и математики школы в посёлке Ленинская Слобода (Кстовский район Нижегородской области), в июне-ноябре 1939 года — ассистентом кафедры математики Горьковского индустриального института.
В ВМФ с ноября 1939 года. До января 1941 года служил краснофлотцем (на Тихоокеанском флоте). В декабре 1941 года окончил курсы подготовки начсостава запаса при Военно-морском училище имени М. В. Фрунзе (город Ленинград).
Участник Великой Отечественной войны: в декабре 1941 — ноябре 1942 — помощник командира катера «МО-122» (в апреле 1942 года переименован в «МО-114»), в ноябре-декабре 1942 — командир катера «МО-115», в декабре 1942 — ноябре 1943 — командир катера «МО-122» (бывший «МО-132»), в ноябре 1943 — марте 1944 — командир катера «МО-125» (в феврале 1944 года переименован в «МО-426»), в марте-октябре 1944 — командир катера «МО-423». Одновременно с ноября 1943 года командовал звеном катеров Охраны водного района Главной базы Северного флота. В октябре 1944 — марте 1945 — командир отряда морских охотников Печенгской военно-морской базы. Воевал на Северном флоте. Участвовал в обороне Заполярья и Петсамо-Киркенесской операции. В боях был дважды ранен: 19 марта 1942 года — в левую ногу, а 14 мая 1943 года — в правую руку.
Более 175 раз эскортировал подводные лодки и конвоировал транспорты, 20 раз успешно высаживал на вражеский берег десантные группы. В ходе Петсамо-Киркенесской операции 12-13 октября 1944 года успешно высадил десант в район порта Лиинахамари (ныне в черте города Печенга Мурманской области), а затем свыше двух часов поддерживал его огнём с корабля.
За мужество и героизм, проявленные в боях, Указом Президиума Верховного Совета СССР от 5 ноября 1944 года гвардии старшему лейтенанту Новоспасскому Леониду Леонидовичу присвоено звание Героя Советского Союза с вручением ордена Ленина и медали «Золотая Звезда».
С июля 1945 года служил офицером в штабе Тихоокеанского флота.
Участник советско-японской войны 1945 года в должности старшего офицера-оператора по флоту оперативного отдела штаба Тихоокеанского флота. Участвовал в планировании ряда операций по освобождению Кореи.
После войны продолжал служить старшим офицером оперативного отдела штаба Тихоокеанского флота. В 1949—1951 — старший офицер и заместитель начальника отдела организационного управления Главного штаба ВМФ. В марте 1951 — апреле 1953 был прикомандирован к Главному управлению спецслужбы при ЦК ВКП(б) (шифровально-дешифровальная работа). В 1953—1958 — старший офицер организационно-мобилизационного отдела Главного штаба ВМФ.
В 1958—1960 — заместитель начальника отдела Института № 16 ВМФ (разработка радиологического оружия), с декабря 1960 — заместитель начальника и начальник отдела Морского филиала Центрального научно-исследовательского института № 12 МО СССР (разработка командно-измерительной техники для ракет морского базирования). С марта 1965 года капитан 1-го ранга Л. Л. Новоспасский — в запасе.
Жил в Москве. Умер 1 сентября 1969 года. Похоронен на Новодевичьем кладбище в Москве.

## Награды
- Герой Советского Союза (5.11.1944);
- орден Ленина (5.11.1944);
- орден Красного Знамени (2.06.1942);
- орден Нахимова 2-й степени (10.04.1944);
- три ордена Красной Звезды (27.06.1943; 3.09.1945; 26.10.1955);
- медаль «За боевые заслуги» (15.11.1950);
- другие медали;
- корейская медаль «За освобождение Кореи» (1948).

## Память
В Нижнем Новгороде на здании Государственного университета, где учился Л. Л. Новоспасский, установлена мемориальная доска.